# Julie Brown
Julie Ann Brown (Van Nuys, 31 de agosto de 1958) es una actriz, comediante, guionista, cantante y directora de televisión estadounidense, reconocida por su trabajo en el cine y en la televisión principalmente en la década de 1980 y por sus rutinas de stand up comedy.

## Filmografía

### Cine
| Título                                     | Año  | Papel          | Nptas |
| ------------------------------------------ | ---- | -------------- | ----- |
| Any Which Way You Can                      | 1980 | Candy          |       |
| The Incredible Shrinking Woman             | 1981 |                |       |
| Bloody Birthday                            | 1981 | Beverly Brody  |       |
| Police Academy 2: Their First Assignment   | 1985 | Chloe          |       |
| Earth Girls Are Easy                       | 1988 | Candy Pink     |       |
| The Spirit of '76                          | 1990 | Liberty        |       |
| Timebomb                                   | 1991 | Mesera         |       |
| Shakes the Clown                           | 1991 | Judy           |       |
| Nervous Ticks                              | 1992 | Nancy Rudman   |       |
| The Opposite Sex and How to Live with Them | 1992 | Zoe            |       |
| A Goofy Movie                              | 1995 | Lisa           | Voz   |
| Clueless                                   | 1995 | Sra. Stoeger   |       |
| Plump Fiction                              | 1997 | Mimi Hungry    |       |
| Wakko's Wish                               | 1999 | Minerva Mink   | Voz   |
| Daybreak                                   | 2000 | Connie Spheres |       |
| The Trip                                   | 2002 | Receptionista  |       |
| Like Mike                                  | 2002 | Madre          |       |
| Fat Rose and Squeaky                       | 2006 | Squeaky        |       |
| Boxboarders!                               | 2007 | Anny Neptune   |       |
| Mothers of the Bride                       | 2015 | Peg            |       |
| Christmas with the Andersons               | 2016 | Aunt Katie     |       |

### Televisión
| Título                                          | Año     | Papel                             | Notas         |
| ----------------------------------------------- | ------- | --------------------------------- | ------------- |
| Happy Days                                      | 1980    | Suzy Simmonds                     | 1 episodio    |
| Laverne & Shirley                               | 1982    | Secretaria                        | 2 episodios   |
| Buffalo Bill                                    | 1983    |                                   | 1 episodio    |
| Scarecrow and Mrs. King                         | 1983    | Barbie                            | 1 episodio    |
| The Jeffersons                                  | 1983    | Cherry                            | 1 episodio    |
| We Got It Made                                  | 1983    | Didi West                         | 1 episodio    |
| Newhart                                         | 1986–88 | Buffy Denver                      | 2 episodios   |
| Quantum Leap                                    | 1990    | Bunny O'Hare/Thelma Lou Dickey    | 1 episodio    |
| Get a Life                                      | 1990    | Connie Bristol                    | 1 episodio    |
| Monsters                                        | 1990    | Wendy                             | 1 episodio    |
| Tiny Toon Adventures                            | 1991    | Julie Bruin                       | 1 episodio    |
| Batman: The Animated Series                     | 1992–93 | Lily/Zatanna Zatara               | 2 episodios   |
| The Edge                                        | 1992–93 | Varios                            | 19 episodios  |
| The Addams Family                               | 1993    |                                   | 1 episodio    |
| Aladdin                                         | 1994–95 | Saleen                            | 2 episodios   |
| Band of Gold                                    | 1995    | Liz                               | 2 episodios   |
| Tracey Takes On...                              | 1996    | Sra. Heiner                       | 1 episodio    |
| Quack Pack                                      | 1996    |                                   | 1 episodio    |
| Animaniacs                                      | 1993–97 | Minerva Mink                      | 6 episodios   |
| Murphy Brown                                    | 1997    | Secretaria                        | 1 episodio    |
| Pinky and the Brain                             | 1998    | Danette Spoonabello/ Minerva Mink | 2 episodios   |
| Happily Ever After: Fairy Tales for Every Child | 1999    | Lottie Bologna                    | 1 episodio    |
| Clueless                                        | 1996–99 | Millie Deimer                     | 15 episodios  |
| The New Woody Woodpecker Show                   | 1999–00 | Juez                              | 4 episodios   |
| Strip Mall                                      | 2000–01 | Tammi Tyler                       | 22 episodios  |
| Elsie: Mere Mortal                              | 2002    | Madre                             | Corto animado |
| Family Affair                                   | 2002    | Felicity Robbins                  | 1 episodio    |
| Six Feet Under                                  | 2005    | Sissy Pasquese                    | 1 episodio    |
| CSI: Crime Scene Investigation                  | 2008    | Connie Dellaquilla                | 1 episodio    |
| Paradise Falls                                  | 2008    | Mimi Van Lux                      | 5 episodios   |
| Wizards of Waverly Place                        | 2008    | Anna Marinovich                   | 1 episodio    |
| Big Time Rush                                   | 2011    | Rona                              | 1 episodio    |
| Melissa & Joey                                  | 2012    | Dalman                            | 1 episodio    |
| RuPaul's Drag Race                              | 2013    | Jueza extraespecial               | 1 episodio    |
| The Middle                                      | 2010–17 | Paula Norwood                     | 13 episodios  |
| From Here on OUT                                | 2014    | Gina                              | 1 episodio    |
| TMI Hollywood                                   | 2014    | Varios                            | 1 episodio    |